# Эпидемии жёлтой лихорадки в Буэнос-Айресе
Эпидемии жёлтой лихорадки в Буэнос-Айресе — серия эпидемий жёлтой лихорадки в столице Аргентины Буэнос-Айресе в XIX веке. Крупные эпидемии имели место в 1852, 1858, 1870 и 1871 годах. Последняя эпидемия (1871 года) стала для города настоящей катастрофой, в результате неё погибло около 8 % жителей города: в городе, где, как правило, количество ежедневных смертей не достигало 20, во время эпидемии были дни, когда умирало более 500 человек; в общей сложности во время эпидемии 1871 года погибло около 14000 человек.
Во многих случаях в XIX веке жёлтая лихорадка заносилась в Буэнос-Айрес экипажами кораблей, прибывавших с побережья Бразилии, где имелся очаг этого заболевания. Однако эпидемия 1871 года, как полагают, пришла из Асунсьона, столицы Парагвая, вместе с аргентинскими солдатами, возвращавшимися с Парагвайской войны, и первоначально началась в городе Корриентес. На момент пика эпидемии население Буэнос-Айреса уменьшилось до менее чем трети по сравнению с доэпидемическим уровнем — по причине большого количества людей, покинувших город, чтобы попытаться избежать болезни.
Главными причинами распространения этого заболевания назывались:
- недостаточные запасы питьевой воды;
- загрязнение грунтовых вод города фекалиями;
- очень тёплая и влажная погода летом 1871 года;
- большое количество переполненных жилищ, в которых полностью отсутствовала санитария: в них проживало в основном чернокожее население, а на момент эпидемии 1871 года — также нищие европейские иммигранты, постоянно прибывающие и селившиеся в южной части города;
- солеварни, загрязняющие Матансу, — реку, протекавшую в южной части города: в результате их деятельности в низинах реки, загрязняемых потоками отходов, возникали так называемые «zanjones» («рвы»), откуда заражённая вода поступала в город.

Обыватели винили в распространении инфекции иммигрантов, особенно итальянцев, около 5000 из которых обратились к итальянскому консулу с просьбой вернуться в Европу, но квоты были очень малы, и многие из тех, кто сели на борт, умерли в пути. 
В то время врачи объясняли причину многих эпидемий зловонными испарениями зараженных нечистых вод (так называемыми миазмами). Поэтому эпидемия 1871 года вынудила городские власти предпринять срочные меры по улучшению санитарных условий в городе, начать строительство централизованной системы водоснабжения, канализации и стоков. 
14 августа 1881 года на открытом заседании Гаванской Академии наук кубинский врач Карлос Х. Финлей изложил свою гипотезу о том, что жёлтая лихорадка передаётся определенным видом комаров. В 1900, борясь с эпидемией жёлтой лихорадки в Гаване, Уолтер Рид и Джеймс Кэрролл с помощью добровольцев из рядов Североамериканской армии шаг за шагом опровергли преобладавшее тогда представление, что инфекция передается через зараженный воздух, воду, одежду, постельное белье и всякими другими подобными путями, а Джеймс Кэрролл ценой своей жизни доказал, что единственным способом заражения желтой лихорадкой является укус комара Aedes aegypti.